# Králodvorská
Králodvorská ulice na Starém Městě v Praze spojuje Celetnou ulici a náměstí Republiky. Název pochází od nového královského sídla "Králův Dvůr", které v roce 1380 v místě dnešního Obecního domu založil český král Václav IV.

## Historie a názvy
Původní název ulice byl "Benediktská" podle už zaniklého kostela svatého Benedikta postaveného po roce 1150. V roce 1676 byl kostel zbořen a ulice dostala název "Králodvorská". Část ulice měla do roku 1870 název "Králodvorské náměstí".

## Budovy, firmy a instituce
- U Zlatého anděla – nárožní budova, památkově chráněný městský dům (Celetná 588/29)[2]
- Palác Pachtů z Rájova (také Seebergrovský palác) – nárožní budova (Králodvorská 585/2 a Celetná 585/31)[3]
- Grand Hotel Bohemia – Králodvorská 652/4[4]
- City Bike, půjčovna kol – Králodvorská 667/5[5]
- Hotel Paříž – nárožní budova (Králodvorská 8 a U Obecního domu 1)[6]
- U Zlatého klíče – památkově chráněný městský dům (Králodvorská 664/11, Jakubská 664/16)[7]
- Obchodní dům Kotva – u vyústění Králodvorské do náměstí Republiky

## Zaniklé stavby
- Králův dvůr
- Kostel svatého Benedikta
- Brána svatého Benedikta
- Komenda řádu německých rytířů